# Microbotryales
Microbotryales é uma ordem de fungos da classe Microbotryomycetes do filo Basidiomycota. Esta ordem contém duas famílias, nove géneros e 114 espécies, e foi circunscrita em 1997.